# Hockey su ghiaccio ai XX Giochi olimpici invernali
Le gare di hockey su ghiaccio dei XX Giochi olimpici invernali si disputano in due sedi: al Palasport Olimpico e a Torino Esposizioni.
Nel torneo maschile si sono sfidate dodici squadre suddivise in due gironi, con gare che si sono disputate dal 15 al 26 febbraio; Nel torneo femminile si sono sfidate otto squadre, anch'esse suddivise in due gironi, con gare che si sono disputate dall'11 al 20 febbraio.

## Squadre

### Torneo maschile
Le dodici selezioni partecipanti sono state scelte tra le prime otto del IIHF, a seguito dei Mondiali 2004 (Canada, Svezia, Slovacchia, Repubblica Ceca, Finlandia, USA, Russia, Germania), il paese ospitante (Italia), e tre tramite le qualificazioni (Svizzera, Lettonia, Kazakistan)

| Gruppo A                                            | Gruppo B                                                 |
| --------------------------------------------------- | -------------------------------------------------------- |
| Canada Germania Finlandia Italia Rep. Ceca Svizzera | Kazakistan Lettonia Russia Slovacchia Stati Uniti Svezia |

### Torneo femminile
| Gruppo A                    | Gruppo B                                |
| --------------------------- | --------------------------------------- |
| Canada Italia Russia Svezia | Germania Finlandia Stati Uniti Svizzera |

## Podi

### Uomini
| Evento                                 | Oro    | Argento   | Bronzo    |
| Hockey su ghiaccio maschile (dettagli) | Svezia | Finlandia | Rep. Ceca |

### Donne
| Evento                                  | Oro    | Argento | Bronzo      |
| Hockey su ghiaccio femminile (dettagli) | Canada | Svezia  | Stati Uniti |

## Medagliere
| Pos.   | Paese       | Oro | Argento | Bronzo | Totale |
| ------ | ----------- | --- | ------- | ------ | ------ |
| 1      | Svezia      | 1   | 1       | 0      | 2      |
| 2      | Canada      | 1   | 0       | 0      | 1      |
| 3      | Finlandia   | 0   | 1       | 0      | 1      |
| 4      | Stati Uniti | 0   | 0       | 1      | 1      |
| 4      | Rep. Ceca   | 0   | 0       | 1      | 1      |
| Totale | Totale      | 2   | 2       | 2      | 6      |